# Монтегю, Ангус, 12-й герцог Манчестер
Ангус Чарльз Дрого Монтегю, 12-й герцог Манчестер (англ. Angus Charles Drogo Montagu, 12th Duke of Manchester; 9 октября 1938 — 25 июля 2002) — британский потомственный аристократ и пэр. Он унаследовал герцогство Манчестер в 1985 году и был членом Палаты лордов до принятия Закона о Палате лордов в 1999 году. С 1938 по 1985 год он был известен под титулом учтивости — лорд Ангус Монтегю.
Ангус вырос в Британии, на Цейлоне и в Кении. После службы в Королевской морской пехоте он несколько лет жил в Австралии с 1959 года и имел несколько рабочих мест. В конце 1960-х он вернулся в Англию. В зрелом возрасте он страдал от финансовых трудностей и стал жертвой ряда уловок, за которые взял на себя вину. Он был известен своим дружелюбным и общительным характером, и его немногочисленные выступления в Палате лордов были восприняты положительно.

## Ранняя жизнь
Лорд Ангус Монтегю родился 9 октября 1938 года в фамильном замке Кимболтон близ Бедфорда. Младший сын Александра Монтегю, тогда носившего титул виконта Мандевиля, который в феврале 1947 года стал герцогом Манчестерским, от брака с Нелл Вир Стед (? — 1966). Его старшим братом был Сидни Монтегю, 11-й герцог Манчестер (1929—1985). Родители часто переезжала в детстве, в том числе проводя время в Сингапуре и Цейлоне, в период жизни в женском монастыре на последнем. Лорду Ангусу там не нравилось проводить время, он позже сказал, что монахини «были не очень приятными людьми».
В 1950 году лорд Ангус присоединился к своему отцу, 10-му герцогу, в Кении на короткий период после того, как Кимболтон был продан. У него были хорошие отношения со своей матерью, которая любила ухаживать за маленькими детьми, и в результате был испорчен. Он ходил в местную школу в Кении, но над ним издевались, затем перестал туда ходить, и, следовательно, не имел обычного формального образования до одиннадцати лет. Позже он получил образование пансионе в Треддур-хаусе в Треддур-Бей, Англси, подготовительной школе и Гордонскоунской школе в Морее, Шотландия, возвращаясь каждое лето в Кению, чтобы провести время со своей семьей. Он бросил школу в 1956 году без какой-либо квалификации и начал службу в Королевской морской пехоте, став членом команды HMS Loch Fyne в январе 1957 года. Он был единственным человеком на корабле, получившим образование в государственной школе, и не ладил со своим товарищи по найму.
После увольнения лорд Ангус работал в нефтяной промышленности и в сфере туризма по всей территории США. Он переехал в Австралию в 1959 году и работал продавцом одежды, барменом и борцом с крокодилами. Позже он провел время в Канаде и к 1968 году переехал в одноместную комнату в Бедфорде, Англия, недалеко от Кимболтона.
Деловые предприятия 10-го герцога Манчестера в Кении потерпели неудачу, уменьшив состояние семьи с миллионов до 70 000 фунтов стерлингов к моменту его смерти в 1977 году.

## Герцог Манчестер
3 июня 1985 года после внезапной смерти в США своего старшего брата, Сидни Монтегю, 11-го герцога Манчестера, у которого не было детей, Ангус Монтегю унаследовал герцогский титул и место в Палате лордов. У него были напряженные отношения со старшим братом, оставшееся имущество которого перешло к его вдове Андреа, герцогине Манчестерской. После своей смерти в 1996 году она оставила все, что у нее было, своему старшему ребенку, пасынку 11-го герцога Манчестера.
Как наследственный пэр, новый герцог Манчестер смог занять место в палате лордов, но свою первую речь он произнес там только 25 ноября 1991 года, во время дебатов о Европейском союзе. Речь длилась всего три минуты; другие пэры, включая виконта Тонипенди, хвалили ее за краткость и лаконичность. Герцог также поднял вопросы о сокращениях в Вооруженных силах с лидером Палаты лордов виконтом Крэнборном.

## Уголовные обвинения
К 1980-м годам у лорда Ангуса Монтегю было мало денег и не было профессии, а его личность делала его уязвимым для мошенников и обманщиков доверия. В 1985 году лорд Ангус Монтегю был арестован за сговор с целью совершения мошенничества против Национального Вестминстерского банка за 38 000 фунтов стерлингов. В ожидании суда он унаследовал титул герцога Манчестера. Он был оправдан после того, как судья признал его недостаточно компетентным и умным, чтобы провести и организовать такой рейд, и посчитал, что его подставили другие, чтобы взять на себя вину. По словам судьи, «в деловом масштабе от одного до десяти герцог является одним или меньше, и даже это льстит ему».
В 1991 году герцог стал почетным председателем хоккейной команды «Тампа-Бэй Лайтнинг», пообещав собрать 25 миллионов долларов. Он также был председателем холдинговой компании, базирующейся в Дублине, «Линк Интернэшнл», которая отвечала за сбор денег. Компания потерпела крах, не сумев выплатить значительные долги, и в 1996 году герцога осудили за мошенничество. На суде его адвокат утверждал, что он стал жертвой обмана доверия со стороны делового партнера и что герцога использовали из-за его легковерия, тщеславия и глупости. Он был заключен в тюрьму на 33 месяца и отсидел 28, после чего был депортирован обратно в Великобританию.

## Другие работы
Герцог Манчестер дружил со знаменитым фотографом Алланом Уорреном. Вместе они основали Фонд герцога, благотворительный фонд для нуждающихся детей. К концу своей жизни герцог основал компанию Unique Tours, чтобы показать американским туристам такие места, как Стратфорд-на-Эйвоне. Он обнаружил, что клиентам нравится встречаться с настоящим английским пэром.

## Семья

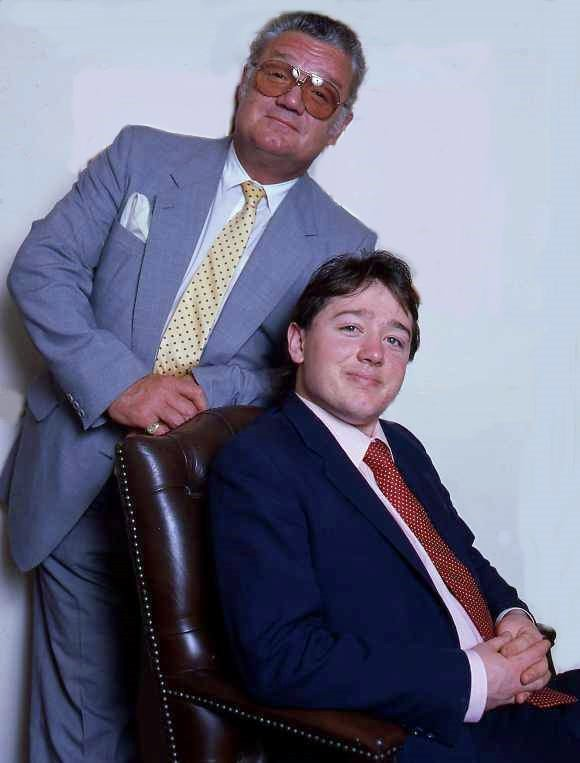
Герцог Манчестер со смвоим младшим сыном, лордом Кимблом Монтегю.
Фото: Аллана Уоррена (1993)

Ангус Монтегю был женат четыре раза:
22 ноября 1961 года в Джелонге, Австралия, он женился на Мэри Эвелин МакКлар, дочери Уолтера Гиллеспи МакКлара из Джилонга, который был директором General Motors Holden. У них было трое детей. Ангус и Мэри были разошлись в 1965 году и развелись в 1970 году. Несмотря на это, Мэри продолжала называть себя герцогиней Манчестерской. Ангус ушел от Мэри через несколько дней после рождения дочери и не имел нормальных отношений со своей дочерью Эммой. Только спустя двадцать лет он восстановил контакт с ней и ее братом Кимблом. Ангус держался на расстоянии от Александра и пытался помешать ему унаследовать титул герцога Манчестера. Эмма недолго жила с Ангусом Монтегю в его бедфордской квартире в начале 1990-х годов. Дети:
- Лорд Александр Чарльз Дэвид Дрого Монтегю (род. 11 декабря 1962)[6]
- Лорд Кимбл Уильям Дрого Монтегю (род. октябрь 1964)[21]
- Леди Эмма Луиза Ивлин Монтегю (сентябрь 1965[21] — 29 апреля 2014).

5 марта 1971 года Ангус Монтегю женился на Диане Полин Плимсол из Уимборна, графство Дорсет, дочери Артура Плимсола из Корф-Маллен. Они развелись в 1985 году, после того, как Монтегю унаследовал герцогство, и его вторая жена Диана стала герцогиней Манчестер.
27 января 1989 года герцог Манчестер женился на Энн-Луизе Тейлор (известной как Луиза), бывшей миссис Берд, дочери доктора Альфреда Батлера Тейлора из Которна, Йоркшир. Они развелись в 1998 году, после того как он попал в тюрьму. Теперь она Энн-Луиза, герцогиня Манчестерская. Перед своей смертью Ангус Монтегю пытался помириться с Луизой.
22 апреля 2000 года в шведской церкви Мейфэр в Лондоне герцог Манчестер женился на бывшей фотомодели Бибе Хиллер (род. 3 февраля 1942), но в следующем 2001 году они развелись. Биба, герцогиня Манчестерская, умерла от рака в возрасте 61 года 11 октября 2003 года.
Ангус Монтегю был близким другом Джейн Пробин (ныне Джейн Бишоп), и они были коротко неофициально помолвлены около 1960 года. Они остались друзьями на всю оставшуюся жизнь.

## Смерть
Герцог Манчестер скончался от сердечного приступа у себя дома 25 июля 2002 года в возрасте 63 лет . На момент его смерти в его поместье был полный дефицит , и он весил более 22 стоунов (140 кг). Его похороны состоялись в крематории Бедфорда 5 августа в присутствии его детей Кимбла и Эммы, а также бывших жен Дианы и Луизы.
Закон о Палате лордов 1999 года в значительной степени отменил право наследственных пэров заседать в Палате лордов с некоторыми ограниченными исключениями. Герцог Манчестерский лишился своего места в Палате лордов. Ему наследовал его старший сын Лорд Александр Монтегю, ставший 13-м герцогом Манчестером.

## Титулы
- 12-й герцог Манчестер (с 3 июня 1985)
- 15-й граф Манчестер, графство Ланкастер (с 3 июня 1985)
- 15-й виконт Мандевиль (с 3 июня 1985)
- 15-й барон Кимболтон из Кимболтона, графство Ланкастер (с 3 июня 1985).